# Fondo Perpetuo para la Educación
El Fondo Perpetuo para la Educación (FPE) es un programa administrado por La Iglesia de Jesucristo de los Santos de los Últimos Días que ofrece préstamos destinados al pago de matrículas, mensualidades y otros gastos relacionados a la educación superior. El programa fue anunciado el 31 de marzo de 2001, por el entonces presidente de la Iglesia, Gordon B. Hinckley, quien lo describió como una "iniciativa audaz".Este programa tiene como objetivo fundamental ayudar a los miembros de la Iglesia a mejorar su educación para romper el ciclo de pobreza.
Desde el año 2001, este programa ha influido en la vida de más de 90 000 personas en todo el mundo.

## Historia
La Iglesia de Jesucristo de los Santos de los Últimos Días estableció su primer programa de ayuda económica a mediados del siglo XIX con el Fondo Perpetuo para la Emigración. Ese programa fue establecido por Brigham Young en el territorio de Utah con el fin de proveer préstamos de dinero para pioneros que emigraban al valle de Salt Lake City y sus alrededores, especialmente aquellos que venían de países de Europa y socorrió económicamente a unos 30.000 emigrantes. En 1903, la Iglesia creó el Fondo de Educación de la Iglesia para ayudar a los futuros maestros a costear su formación pedagógica. En 1936 el entonces presidente de la Iglesia, Heber J. Grant, incentivó un esfuerzo similar estableciendo un sistema de bienestar económico para socorrer a los miembros estadounidenses durante la Gran Depresión.
Para el momento de su anuncio en 2001, el Fondo Perpetuo para la Educación, inició aplicaciones en México, Chile y Perú, países con un gran número de misioneros retornados y amplias necesidades educativas. Para 2009, 42 países tienen acceso al fondo.

## Operaciones
El Fondo Perpetuo para la Educación otorga préstamos a miembros de La Iglesia de Jesucristo de los Santos de los Últimos Días que buscan alcanzar la autosuficiencia mediante la educación. 
El programa, alineado con la misión de la Iglesia de cuidar a los necesitados, ayuda a los aspirantes a financiar la matrícula o inscripción, las mensualidades o cuotas, la títulación, y en los programas dónde está aprobado, los materiales necesarios para formarse. 

### Enfoque
El Fondo Perpetuo para la Educación financia programas técnicos o vocacionales que puedan completarse en un plazo de hasta 36 meses. 
Excepcionalmente, financia algunos programas más largos, ya sean profesionales o universitarios, solo en casos donde exista una alta demanda laboral a nivel local. Este tipo de programas requiere tiempo adicional para ser revisado.
Los programas aprobados deben permitir a los estudiantes adquirir habilidades o conocimientos con alta demanda laboral, contar con un historial exitoso, tener un costo razonable y facilitar la obtención de empleo o la generación de ingresos.
Las instituciones educativas aprobadas deben tener buena reputación en el mercado, estar legalmente constituidas y aceptar el medio de pago del FPE.

### Requisitos
Para optar al Fondo Perpetuo para la Educación, la Iglesia ha publicado las siguientes políticas generales:
1. Ser miembro de la Iglesia y contar con una recomendación vigente para el templo (puede ser de uso limitado).
2. Tener al menos 18 años de edad.
3. Completar alguno de los siguientes cursos:
  - Educación para un mejor empleo.
  - Cómo iniciar y hacer crecer mi negocio.
  - Buscar un mejor empleo
  - Las finanzas personales
  - PathwayConnect 101 Life Skills
4. Completar la lección "Fondo Perpetuo para la Educación para la autosuficiencia"
5. Ser digno, necesitado y determinado.
6. Tener una entrevista con su obispo o presidente de Rama. [7]

### Solicitud del préstamo
Una vez que el interesado cumpla con todos los requisitos, deberá ingresar al portal del Fondo Perpetuo para la Educación con su cuenta de la Iglesia y realizar la solicitud a través del sistema.
En el portal, deberá actualizar y completar sus datos personales, ingresar su plan de trabajo y estudios, donde deberá seleccionar qué carrera desea estudiar y en qué institución desea hacerlo. Posteriormente, pasará a la etapa del plan financiero, donde establecerá el monto que solicita al Fondo Perpetuo para la Educación y cuánto aportará de su parte para cubrir sus gastos educativos, ya sea con fondos personales o con becas recibidas. Finalmente, deberá cargar los certificados de finalización de los cursos mencionados en los requisitos y completar la configuración de su cuenta.
Si al momento de realizar la solicitud el programa o la escuela no están aprobados para ser financiados por el Fondo Perpetuo, se puede solicitar una revisión de estos. El proceso de revisión demora aproximadamente un mes, por lo que es importante tener esto en cuenta para hacerlo oportunamente.

### Solicitud de desembolso
Una vez que el préstamo ha sido aprobado, los pagos para cubrir los costos educativos (como matrícula, cuotas, etc.) se realizan a demanda del estudiante. El beneficiario deberá solicitar los desembolsos, en el portal del FPE, con anticipación y de acuerdo con el cronograma de pagos de su institución educativa. Cada solicitud deberá incluir la documentación necesaria, como facturas o recibos de la institución u otros documentos que se requieran en su país. En la gran mayoría de los casos el dinero se desembolsa directamente a la institución, o según lo que estipule el acuerdo del préstamo.  

### Libros y materiales
La manera aprobada para el proceso del reembolso por compra de libros de texto y materiales consiste en que el participante presenta los soportes válidos (factura, boleta o documento equivalente) a las oficinas administrativas y se le reembolsará el dinero, es decir, el participante los adquiere con sus propios recursos y luego solicita el reembolso. 

### Devolución del préstamo
Cada país cuenta con medios de pago aprobados para la devolución del préstamo, los cuales pueden ser consultados a través del especialista de Bienestar y Autosuficiencia de cada estaca, el equipo de soporte del portal del estudiante o con el equipo de operaciones local del Fondo Perpetuo para la Educación. 
El FPE no cobra cargos ni intereses adicionales por pagos atrasados. Las tasas de interés del préstamo varían según el país y están sujetas a regulaciones locales y otros factores. El interés aplicable a cada préstamo se detalla claramente en el contrato de préstamo. El interés suele ser muy bajo y en algunos países no hay interés. 
En caso de que un beneficiario tenga dificultades para realizar los pagos, puede ponerse en contacto con el equipo local del FPE, o el equipo de soporte del portal, para recibir ayuda y orientación sobre las posibles soluciones.

## Administración
La mesa directiva del Fondo Perpetuo para la Educación está conformada por la Primera Presidencia de la iglesia y miembros de sus quórumes de autoridades generales. 
Los costos administrativos, incluido el cargo del director ejecutivo del programa, son cubiertos por voluntarios. Las donaciones y contribuciones provienen tanto de miembros de La Iglesia de Jesucristo de los Santos de los Últimos Días como de amigos de la Iglesia que no pertenecen a ella. Estas donaciones no provienen de los diezmos de los fieles. El programa está administrado por el Departamento de Bienestar y Autosuficiencia de la Iglesia. Además, el fondo es rotativo: los reembolsos de los préstamos permiten financiar nuevos beneficiarios, asegurando la continuidad del programa
En octubre de 2003, dos años después de anunciar el programa, el presidente de la Iglesia, Gordon B. Hinckley, anunció que por medio del Fondo Perpetuo para la Educación ya se habían hecho unos 10 000 préstamos a jóvenes en América Latina, Asia, África, Jamaica y otras regiones donde la iglesia está organizada y que, de ellos, unos 600 hombres y mujeres jóvenes habían completado sus estudios. En abril de 2005, Hinckley reportó que el programa ayudaba a cerca de 18.000 jóvenes en 27 países. Para 2007, John K. Carmack, abogado, miembro emérito de la presidencia del Quórum de los Setenta y actual director ejecutivo del Fondo Perpetuo para la Educación, dijo que se habían otorgado 27.000 préstamos a estudiantes SUD en 39 países. Carmack afirmó que al norte de Sudamérica, en países como Colombia, Ecuador y Venezuela, cerca de un 10% de los líderes de las congregaciones locales se han graduado con ayuda del fondo y que los países más activos en el uso del fondo son Brasil, Chile y Perú. Más de 500 préstamos se han otorgado en Sudáfrica, en Ghana y en Nigeria, entre otros países de África.